# Strandiris

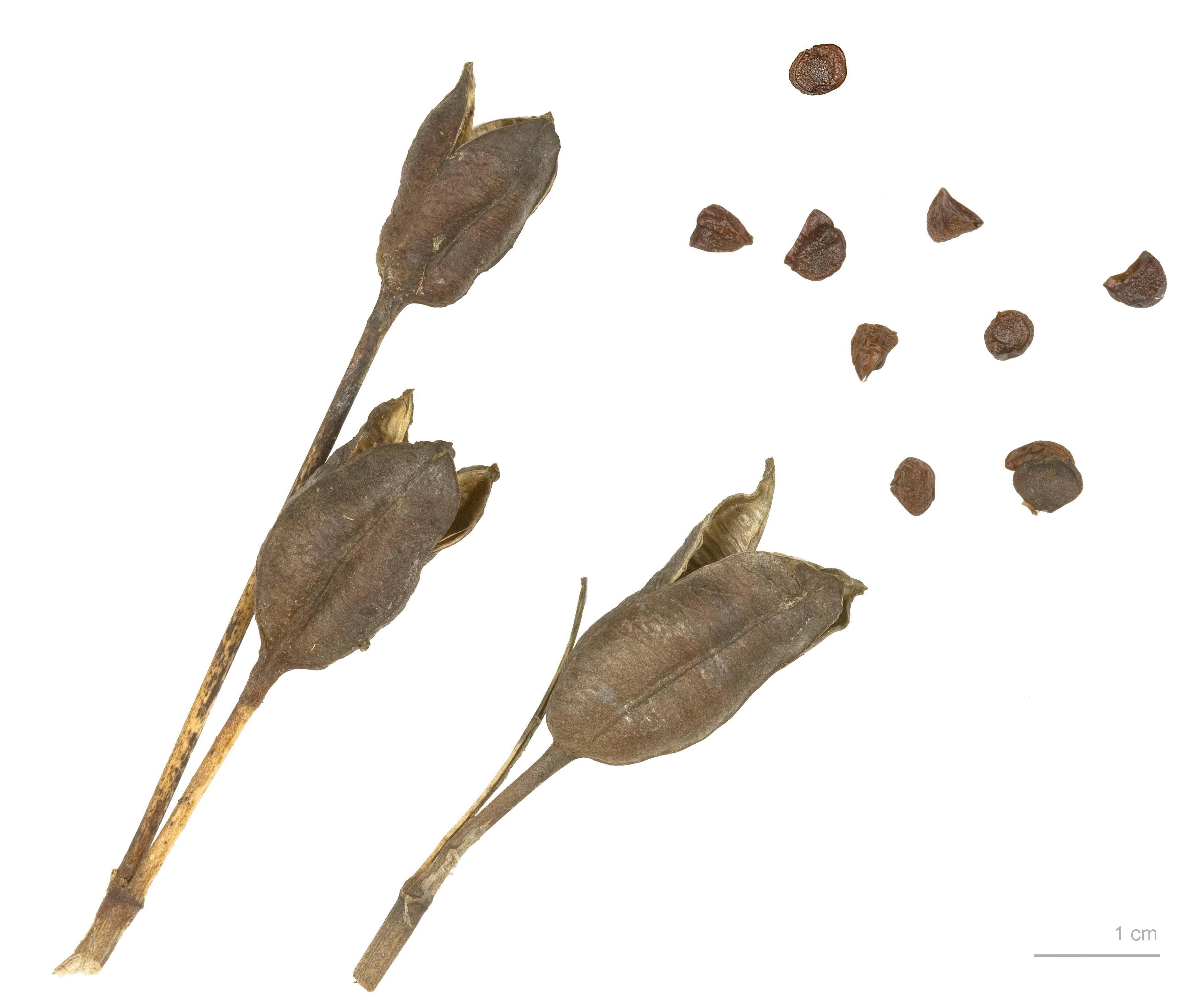
Iris sibirica

Strandiris (Iris sibirica) är en växt inom irissläktet och familjen irisväxter.